# Lorenzo Monaco

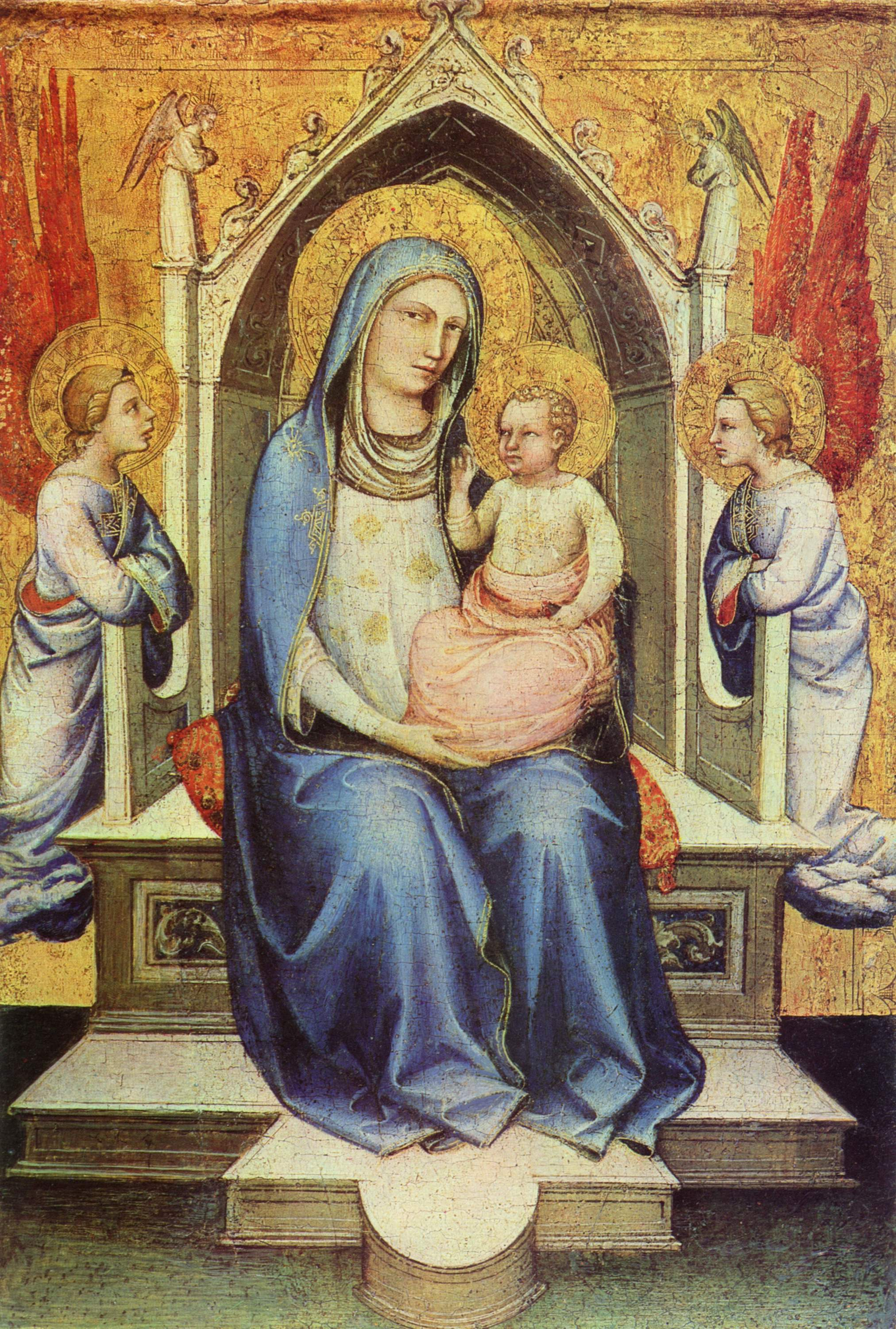
Mare de Déu entronitzada

Lorenzo Monaco (Siena, c. 1370 - Florència, 1425), nascut Piero di Giovanni, fou un pintor i miniaturista florentí.
Va entrar al monestir de l'orde dels camaldulesos de Santa Maria degli Angeli a Florència el 1391, on treballa com a miniaturista en el scriptorium i com a pintor sobre tela, consagrant-se en aquell temps com un dels millors pintors de temàtica sagrada a Florència. Pinta de manera més esporàdica el fresc i la seva obra major en aquesta tècnica és la decoració de la capella de la família Bartolini a la basílica Santa Trinita.
El 1404, el seu estil s'orienta cap al gòtic tardà. Als seus nombrosos retaules de fons daurat, hi trobem un estil característic dels moviments sinuosos de les figures i els vestits, de colors brillants i molt rics (profusió d'or i blau de lapislàtzuli), d'originals composicions arquitecturals.
Malgrat la seva reclusió monacal, les seves realitzacions mostren un cert coneixement de les novetats de l'època, de la pintura sienesa i de la pintura nòrdica.
Si bé sienès de naixement la seva formació és de l'escola florentina, en la més pura tradició giottesca i sensible als treballs de Spinello Aretino i d'Agnolo Gaddi. Serà l'últim representant important de l'estil giottesc, abans de la revolució del Renaixement de Fra Angelico (el seu alumne, que eclipsarà el mestre) i Masaccio.
Les seves obres són a tots els museus del món, amb boniques col·leccions a la Galleria dell'Accademia de Florència i a la National Gallery de Londres.
Les seves obres inclouen:
- Mare de Déu amb Nen i sants (1395-1402)
- Retaule de la Coronació de la Verge (c.1407-9) monestir camaldulès
- Episodis de la vida de sant Benet (c.1407-9)
- La nativitat (1409), predel·la
- Retaule de la Coronació de la Verge (1414) Santa Maria degli Angeli
- Mare de Déu i el Nen entronitzats amb sis àngels (1415-1420) Museu Nacional d'Art de Catalunya
- Adoració dels mags (1422)
- Murals amb la Història de la Mare de Déu i Retaule de l'Anunciació, a la capella Bartolini de Santa Trinita, Florència

Molts còdexs, el suport dedicat a les miniatures, són conservats a la Biblioteca Laurentienne.

## Galeria

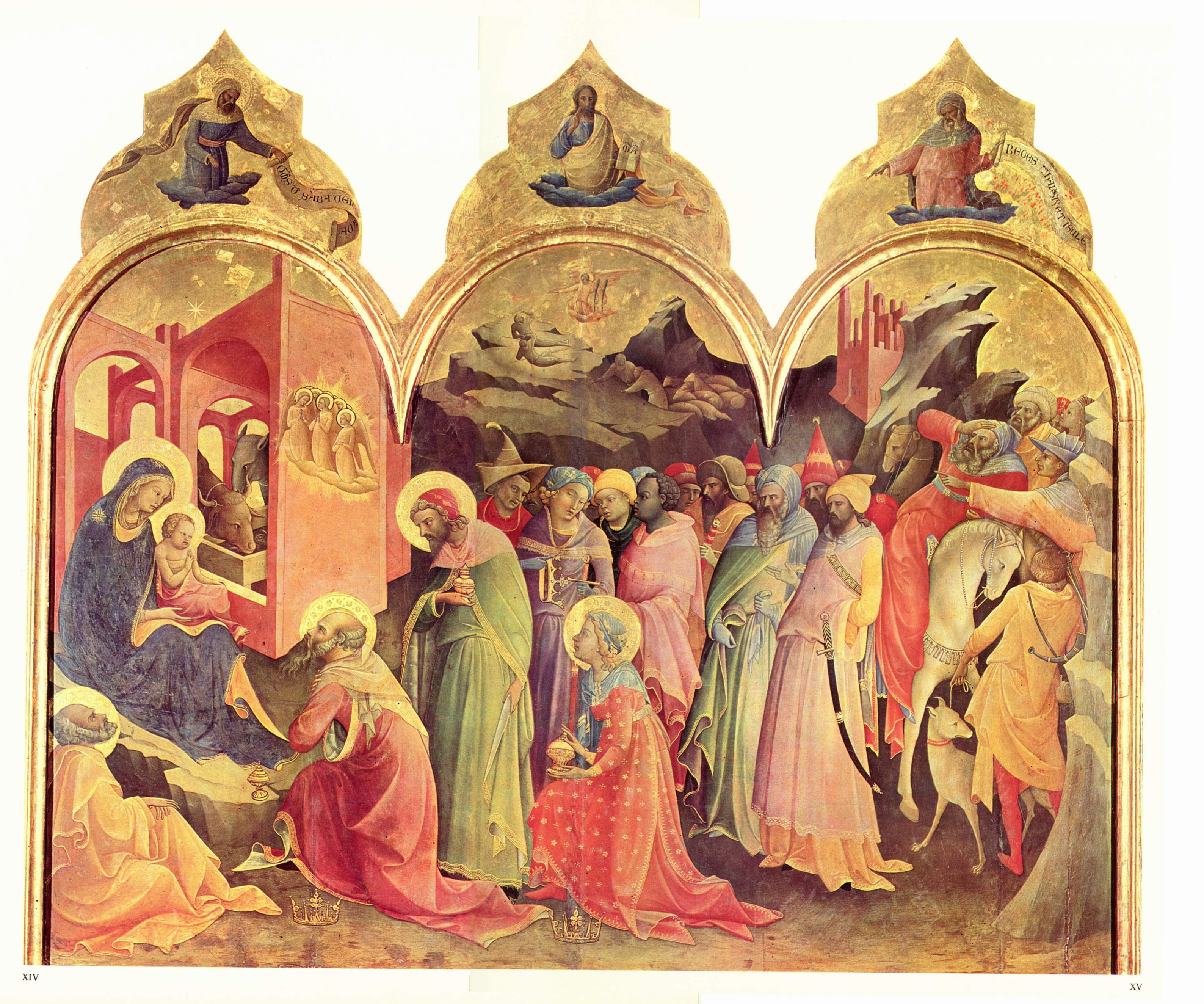
Adoració dels mags (Uffizi)
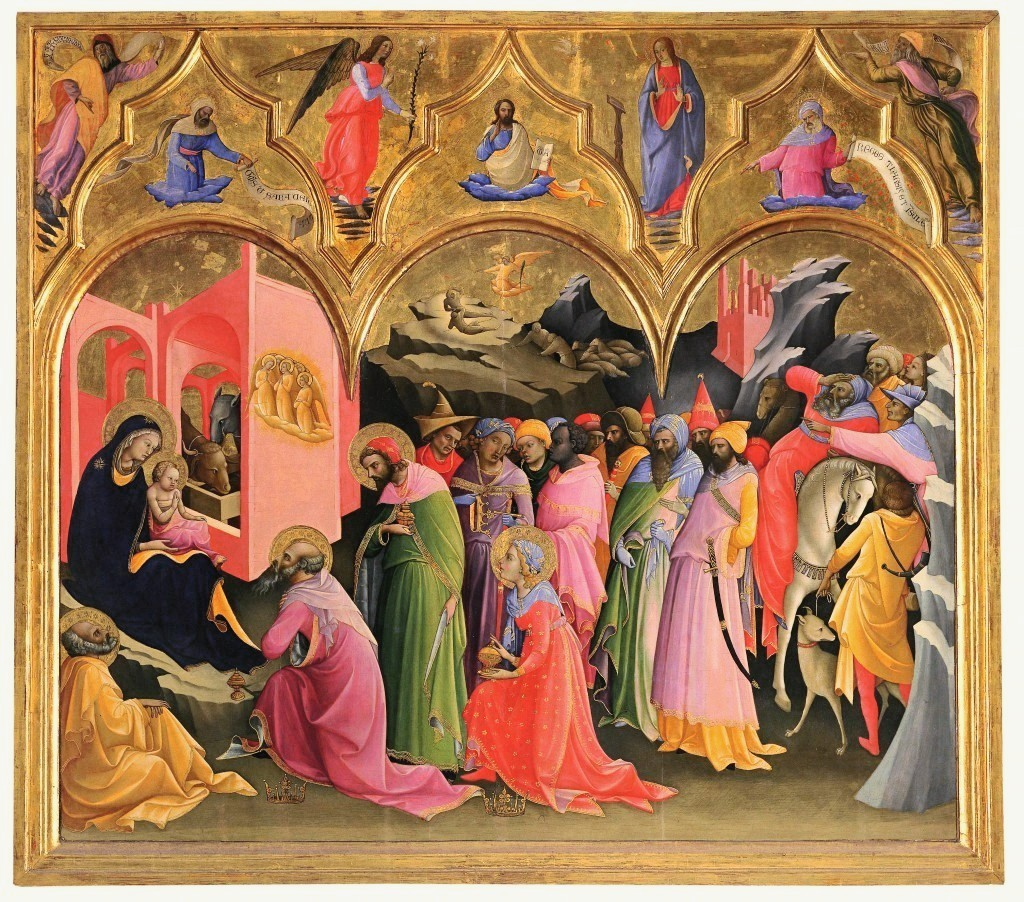
Adoració dels mags (Uffizi)
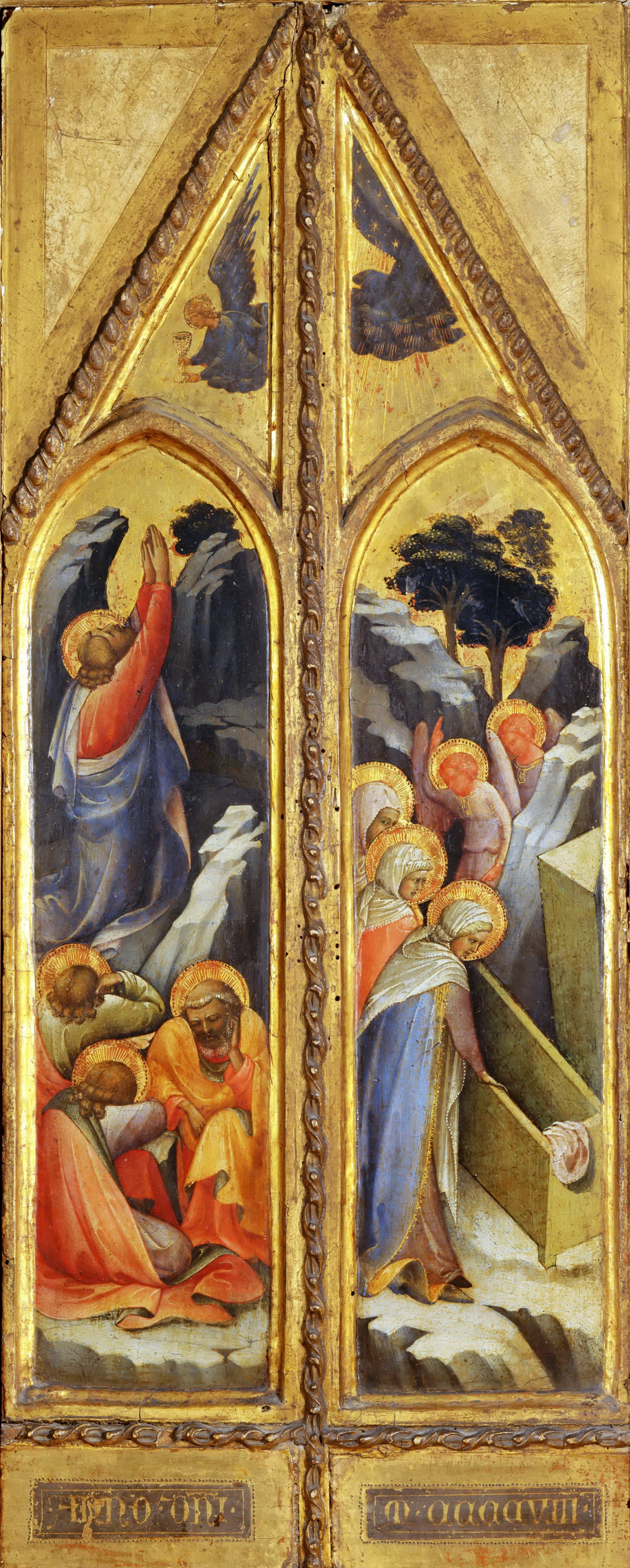
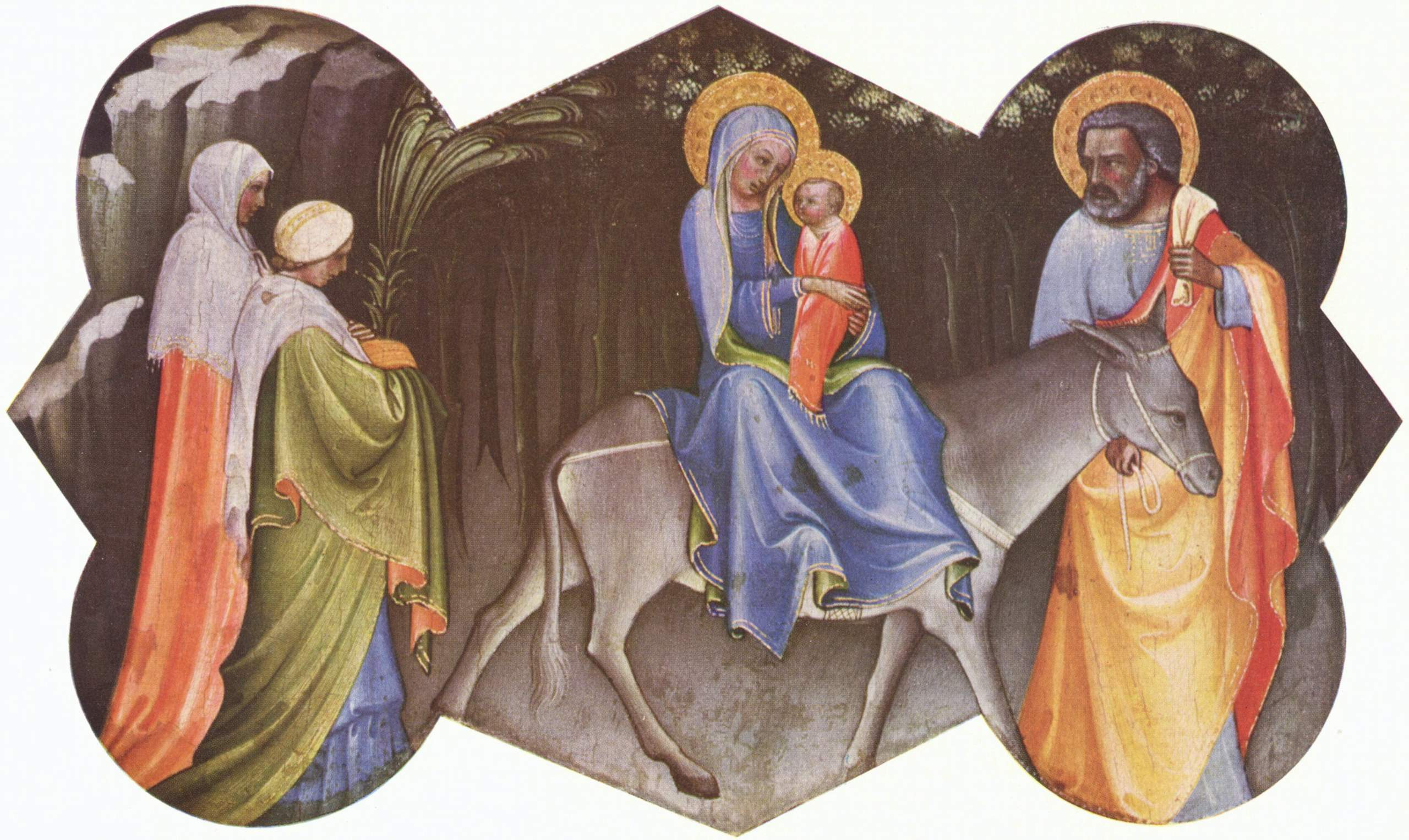
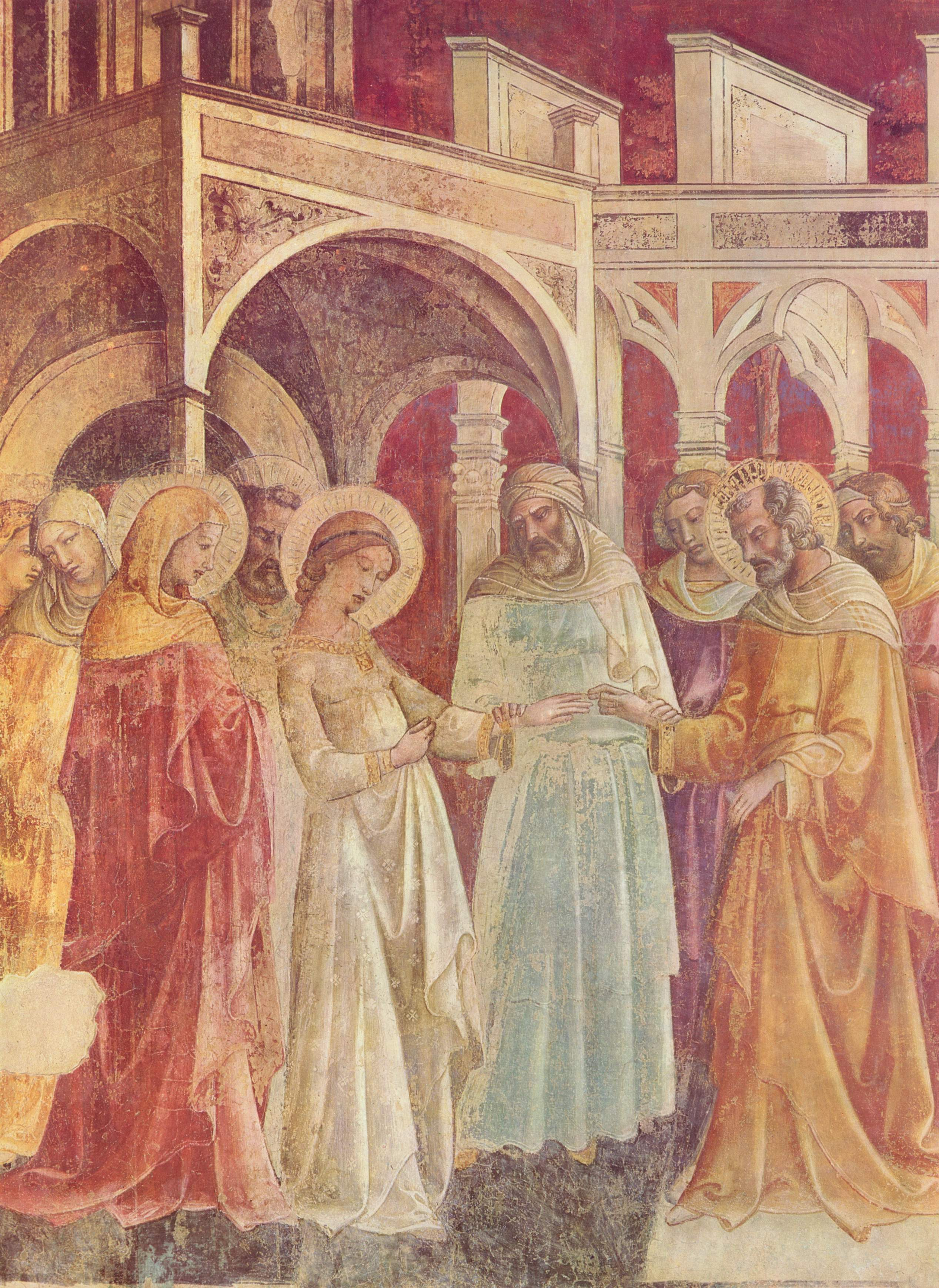
Murals de la capella Bartolini, Santa Trinita, Florència
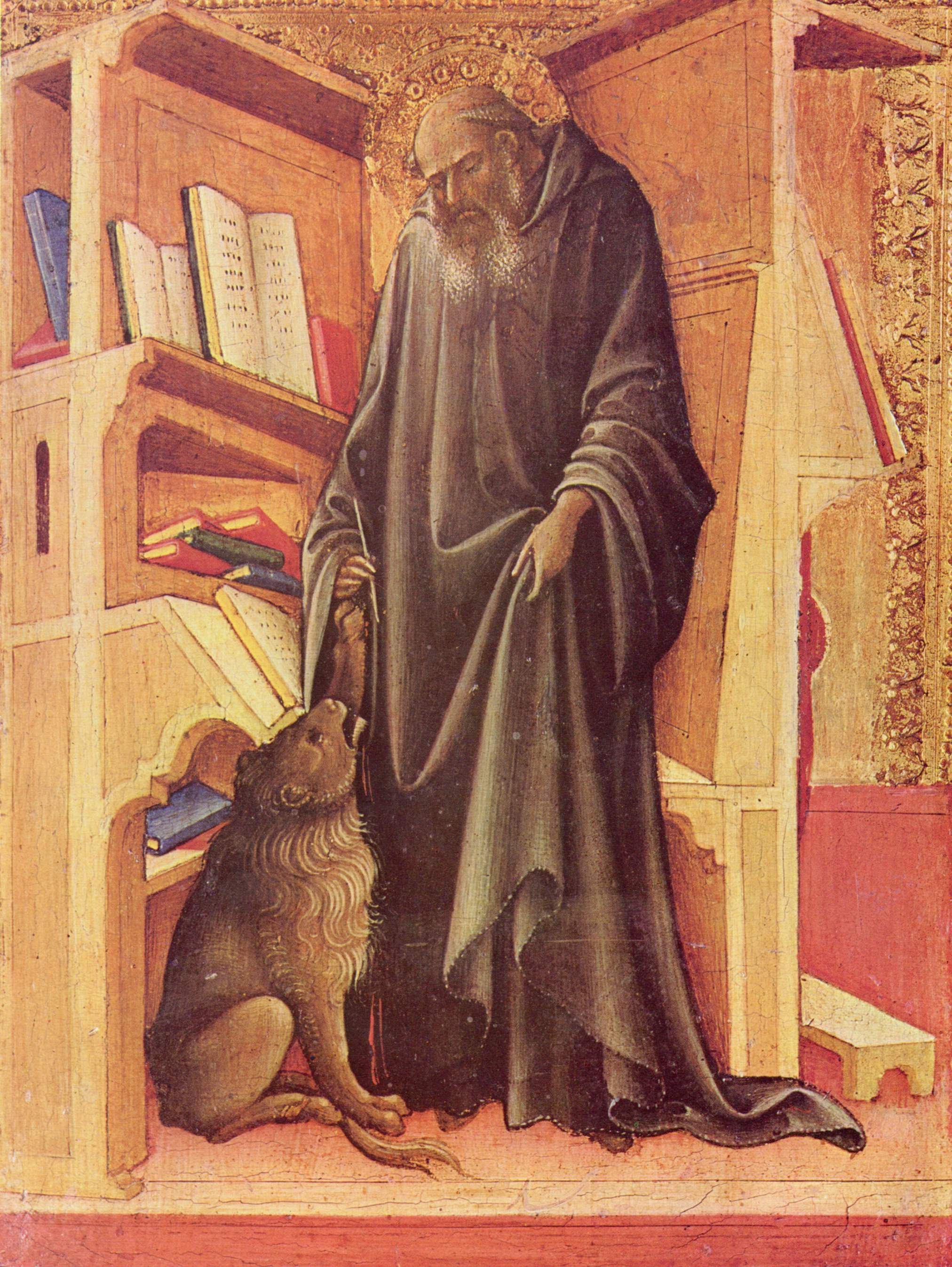
San Girolamo nello studio, Amsterdam
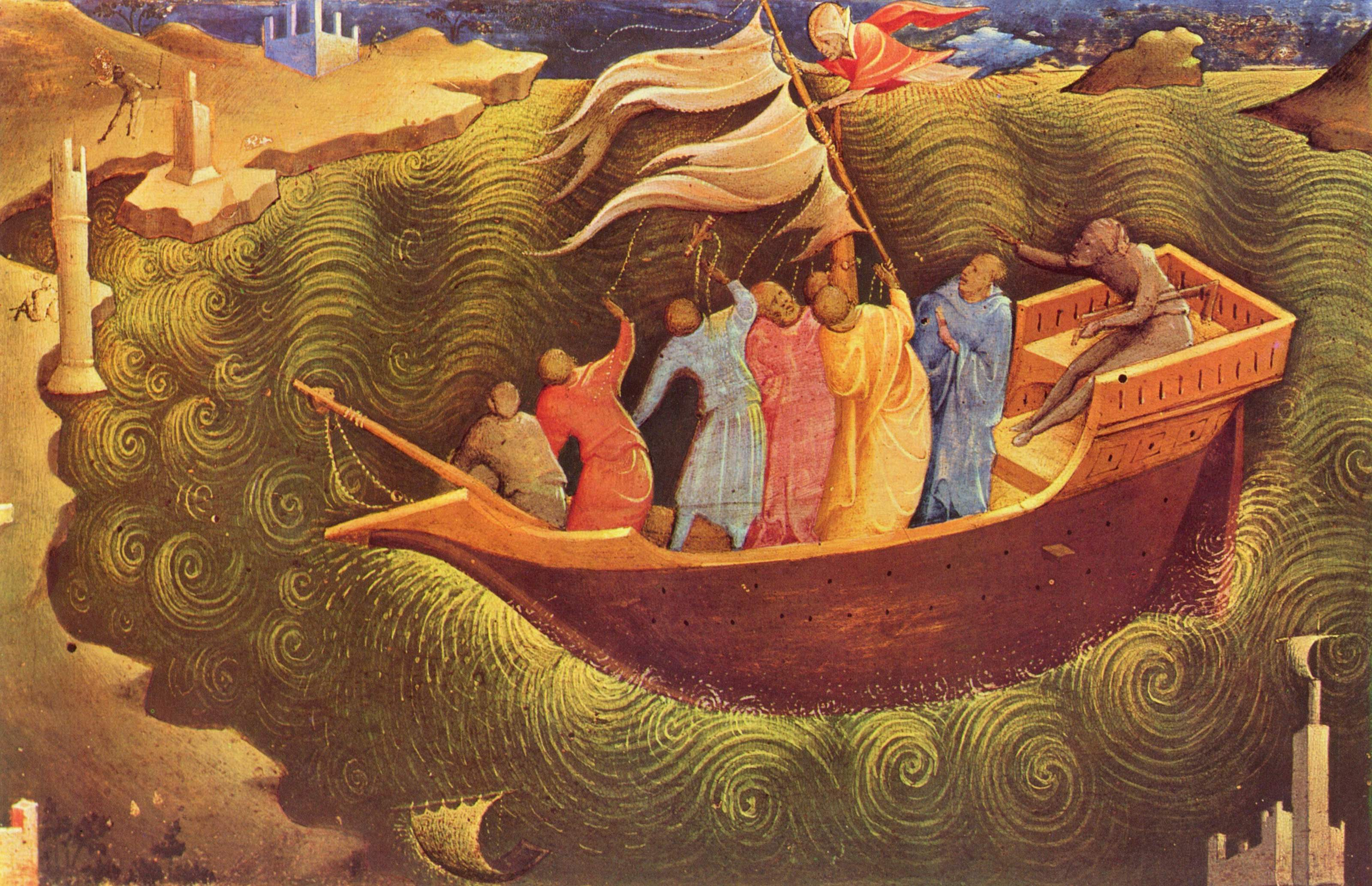
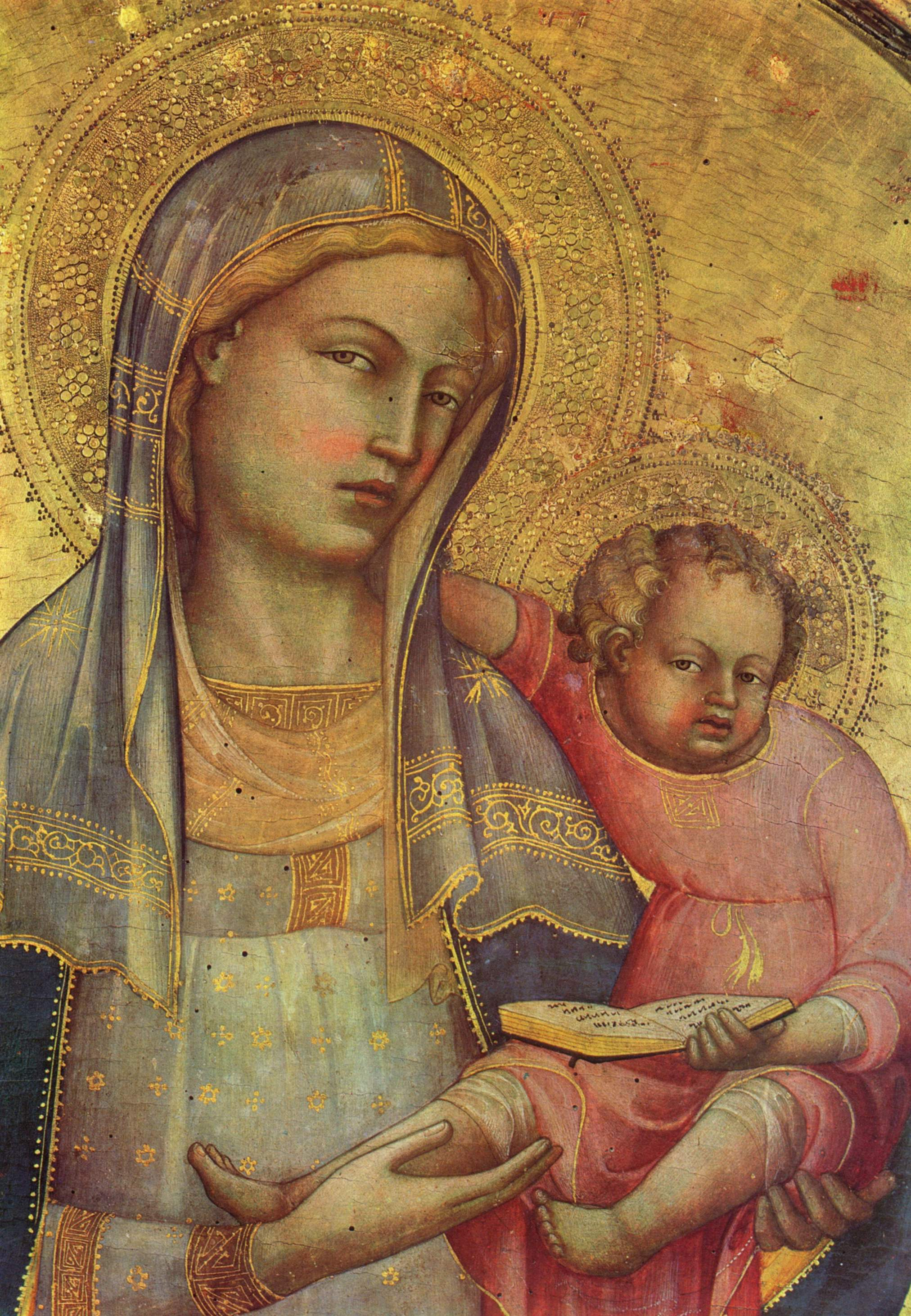
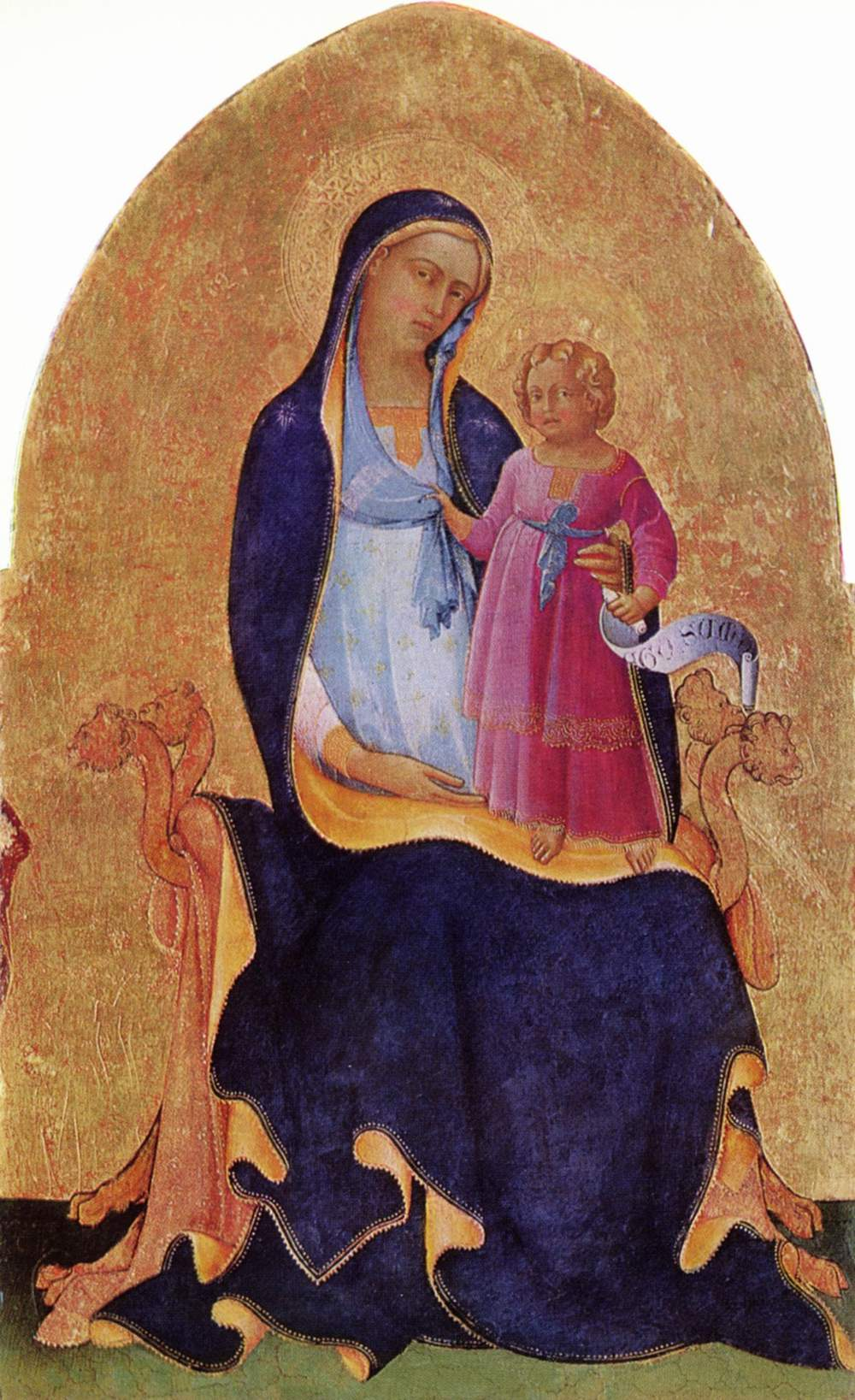
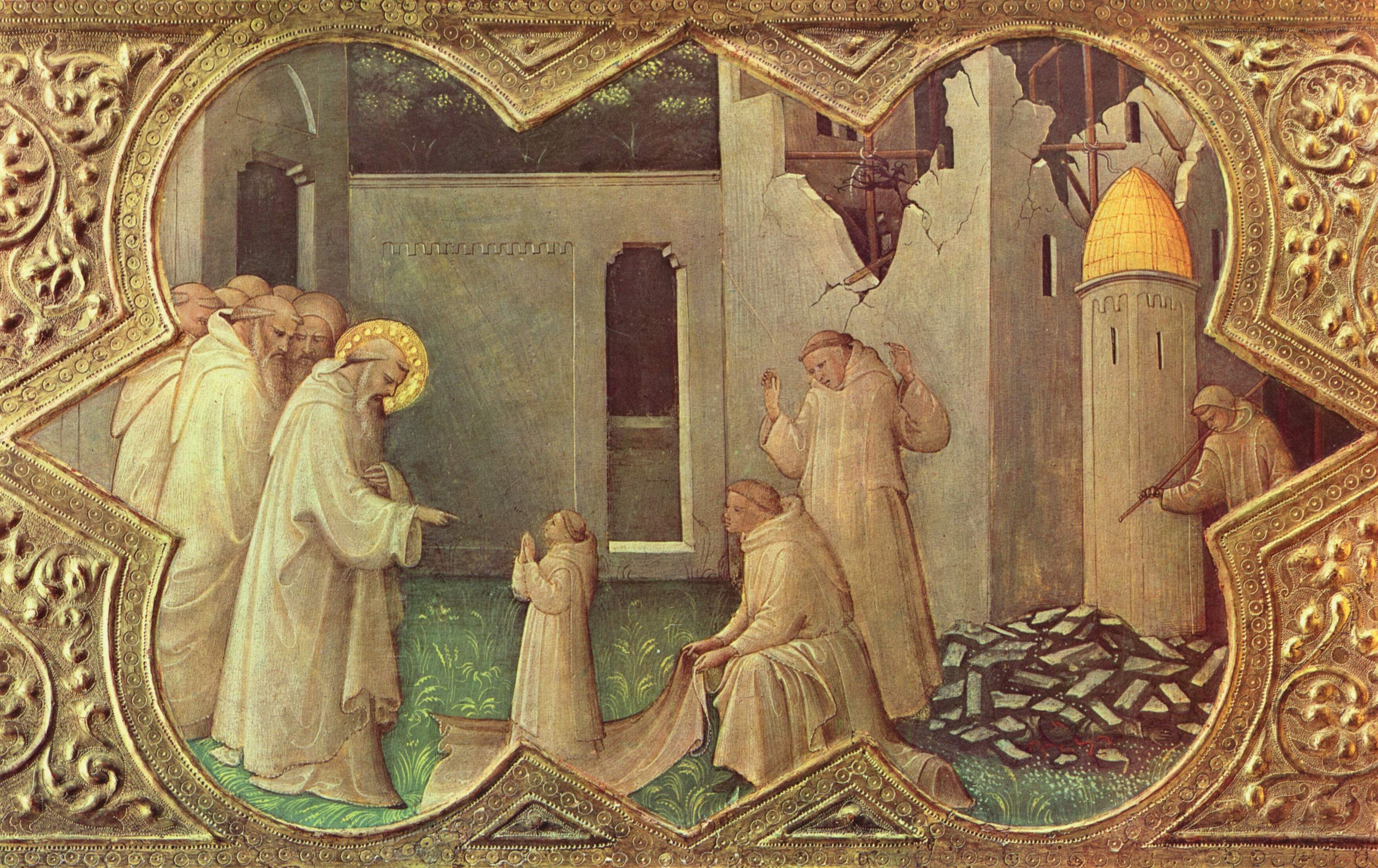
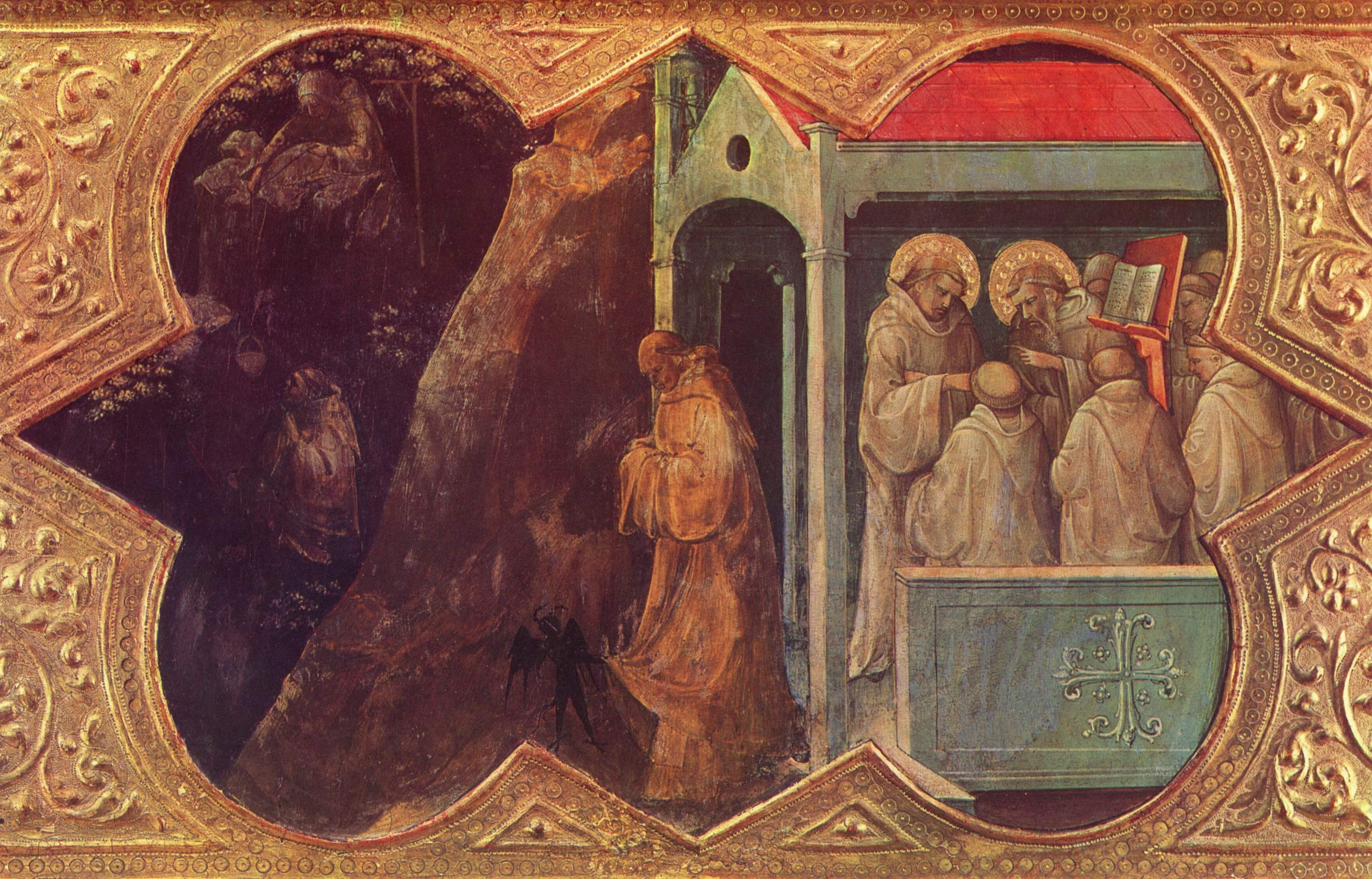
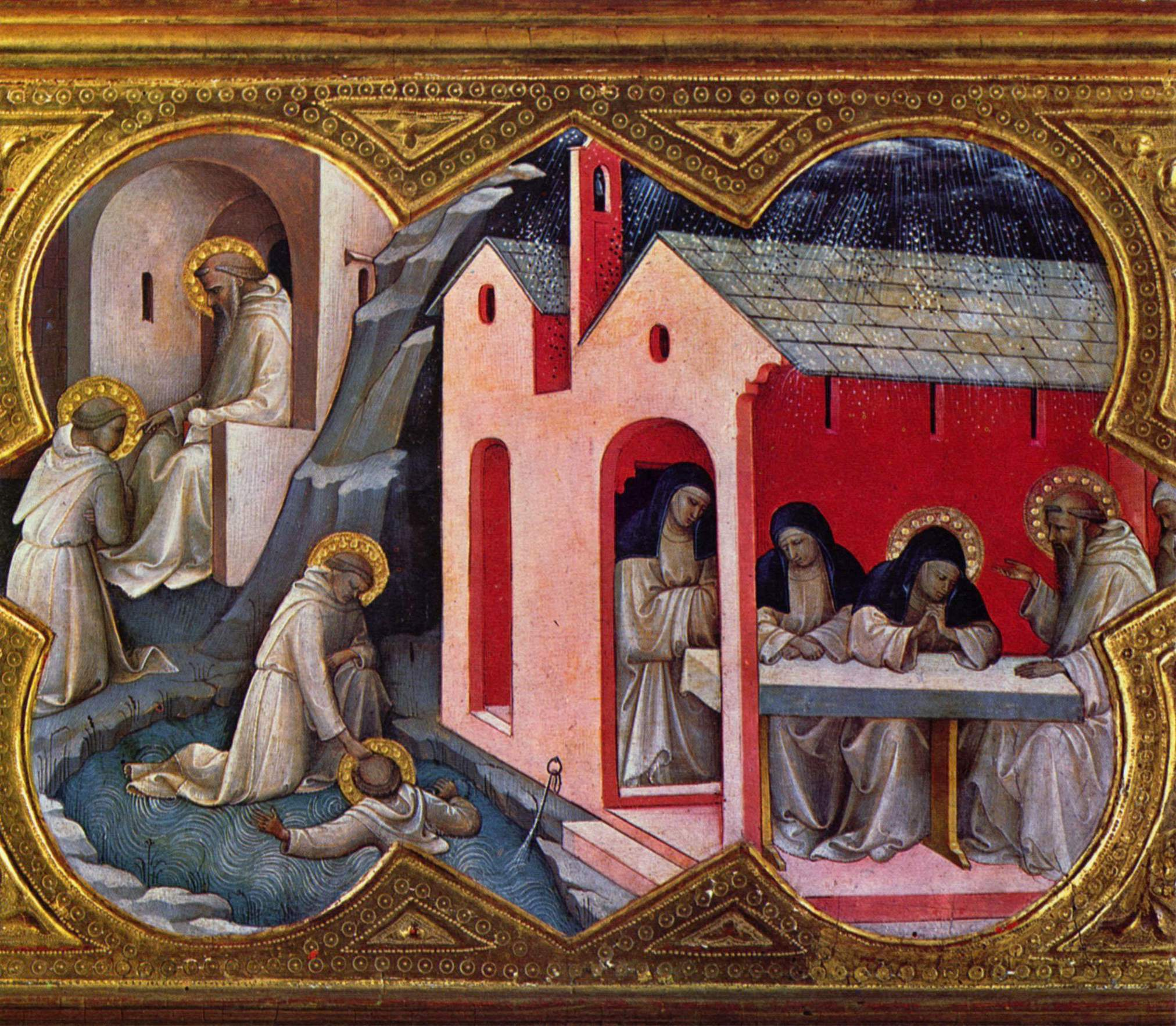
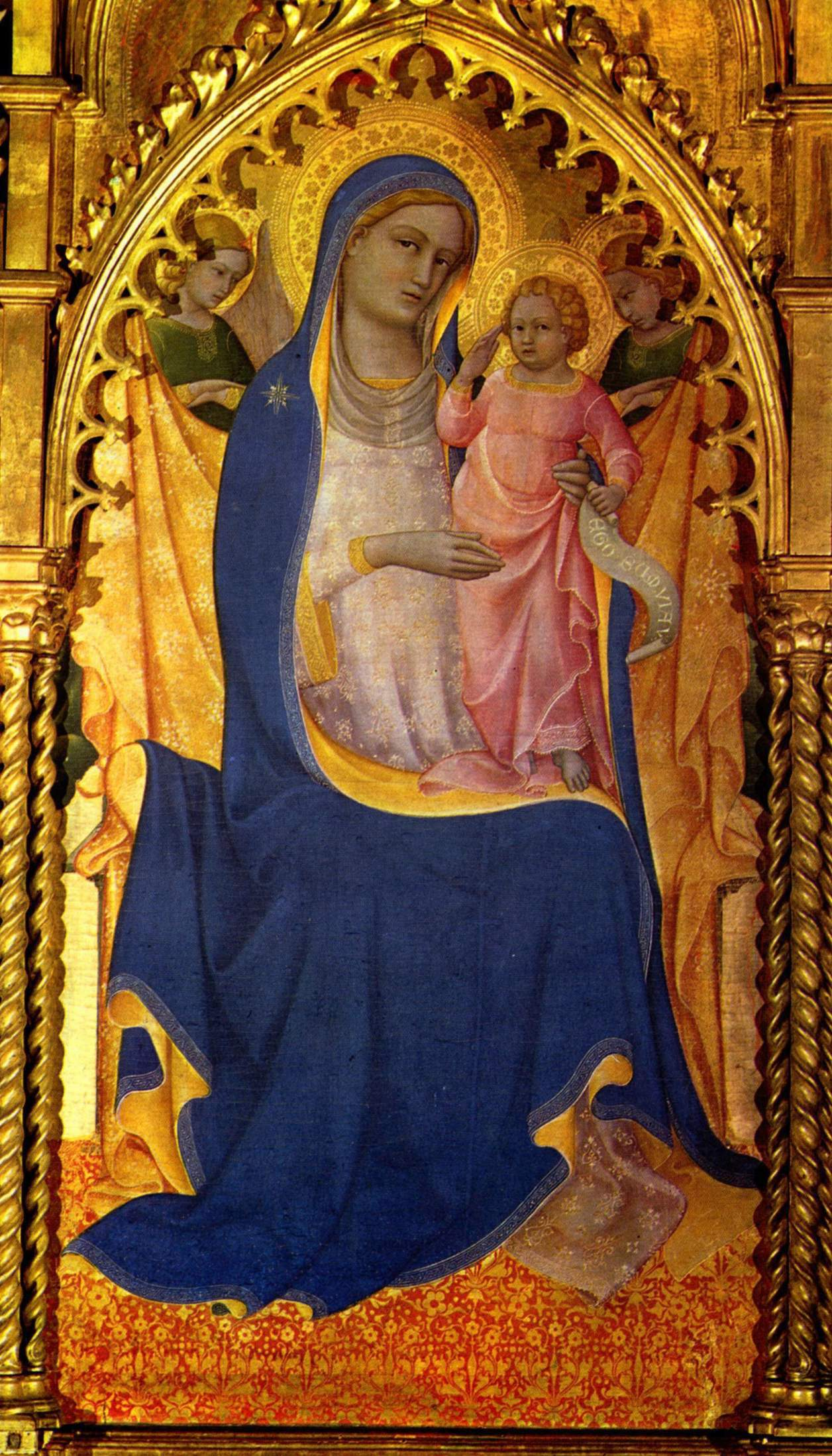
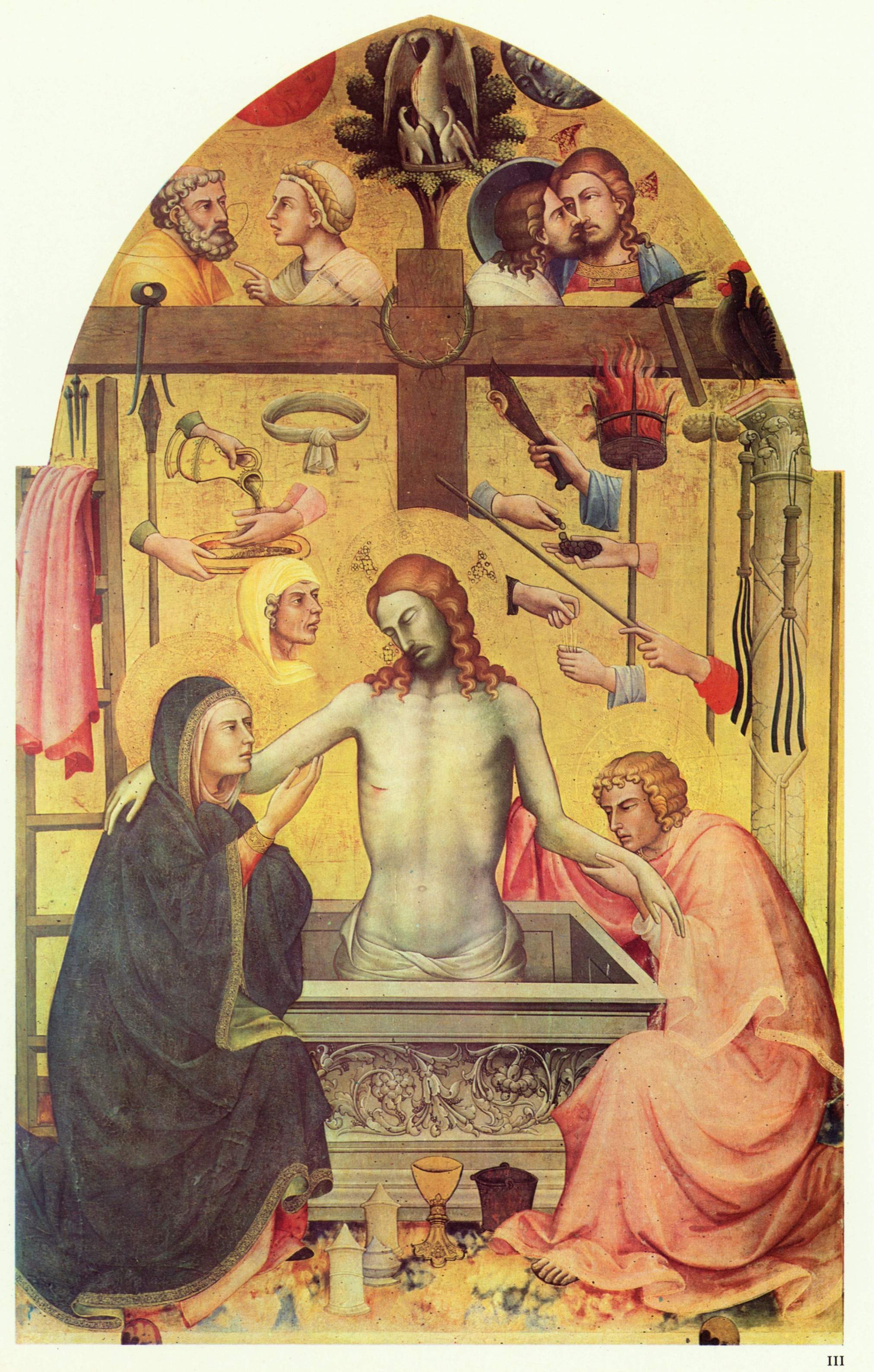
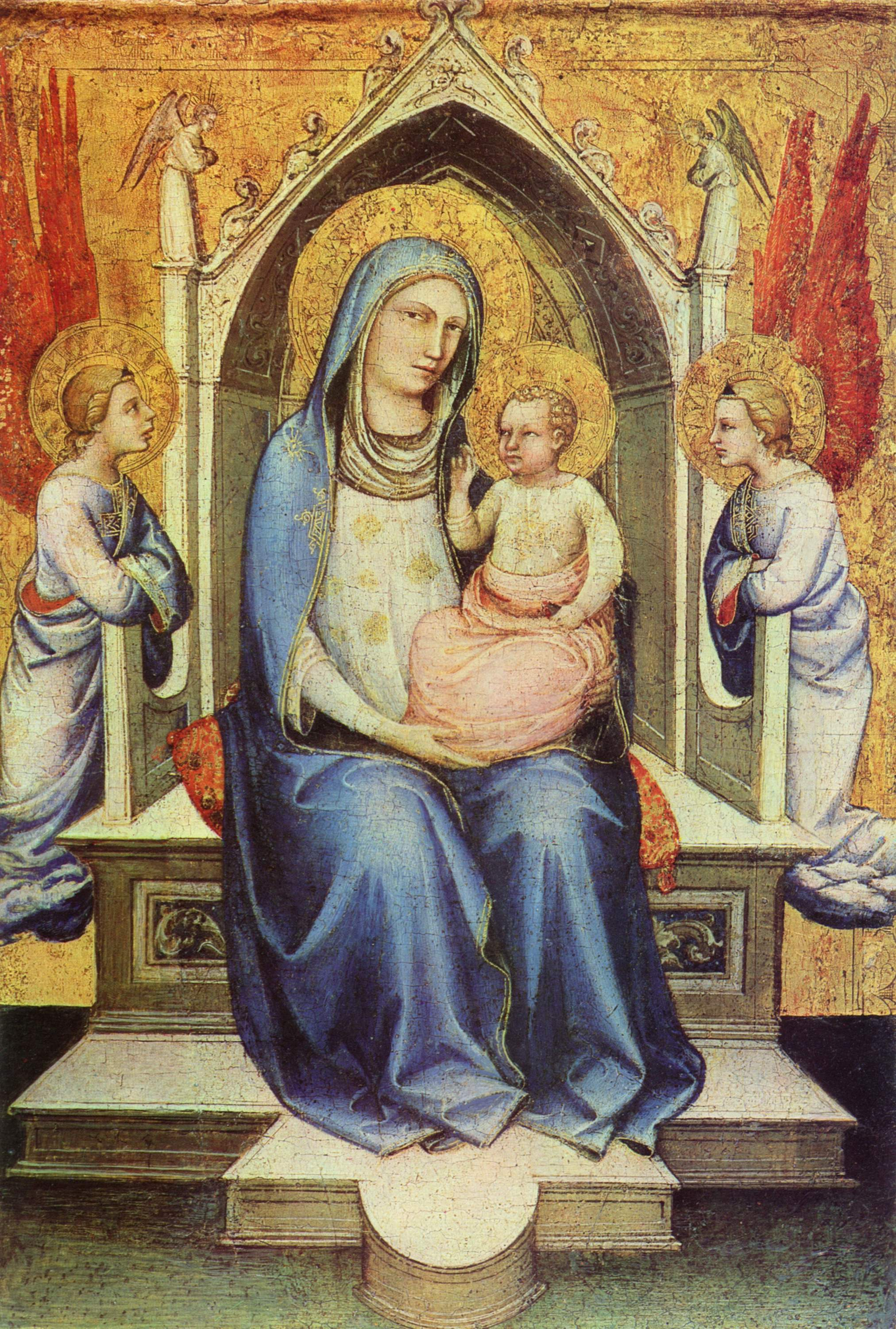
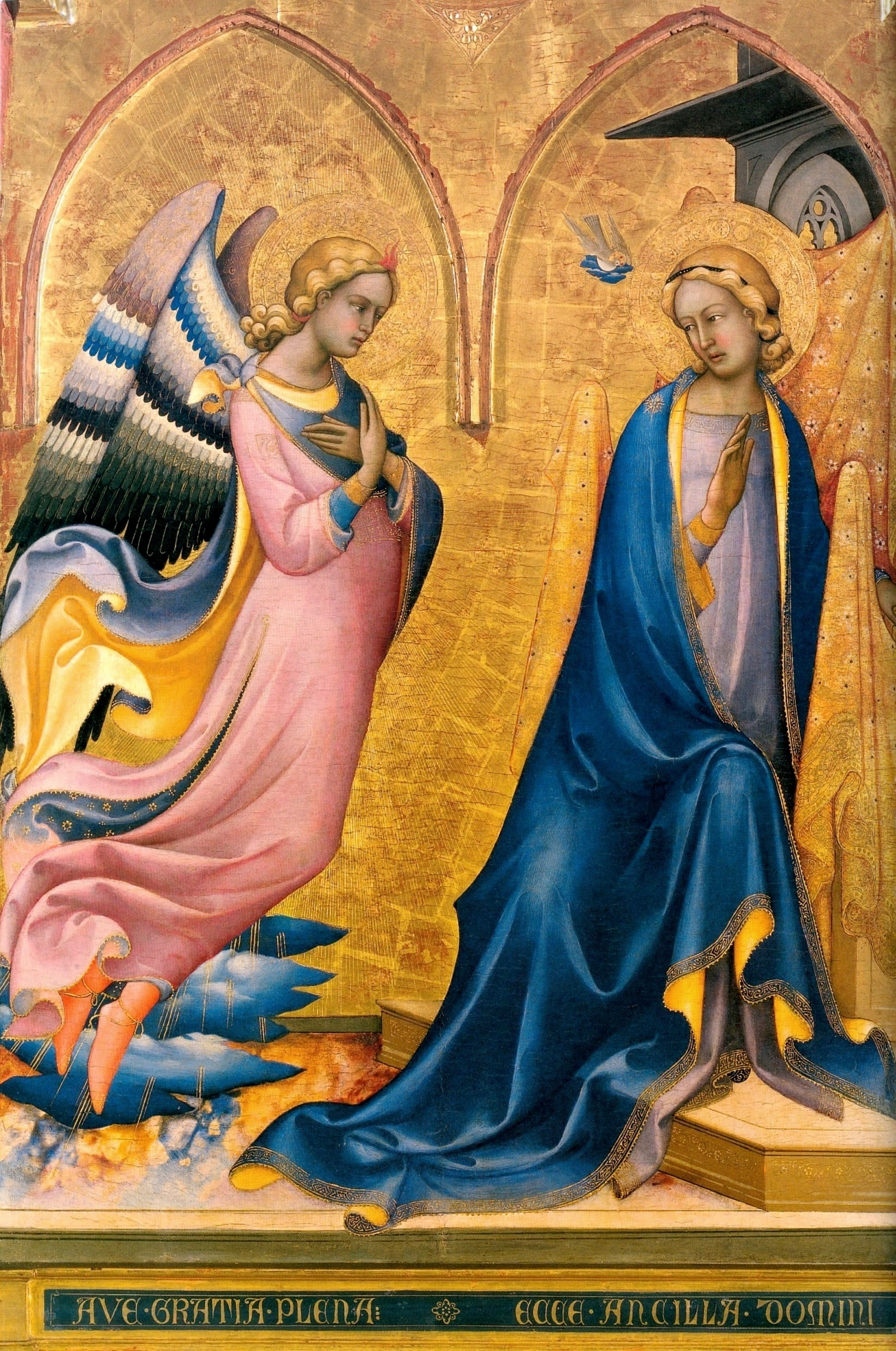
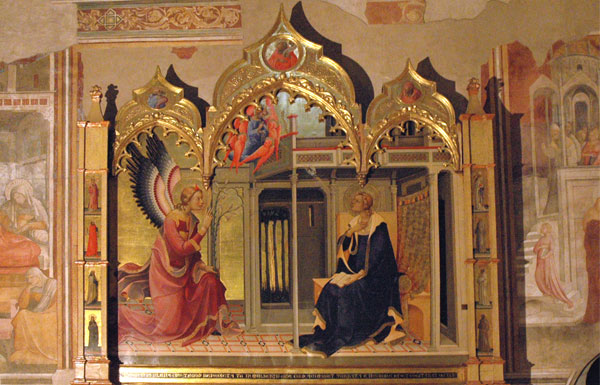
Retaule de l'Anunciació, Santa Trinita, Florència